# Helianthemum papillare
Helianthemum papillare är en solvändeväxtart som beskrevs av Pierre Edmond Boissier. Helianthemum papillare ingår i släktet solvändor, och familjen solvändeväxter. Inga underarter finns listade i Catalogue of Life.